# Tramwaje w Belo Horizonte
Tramwaje w Belo Horizonte − zlikwidowany system komunikacji tramwajowej w brazylijskim mieście Belo Horizonte, działający w latach 1895−1963.

## Historia
Pierwsze tramwaje w Belo Horizonte uruchomiono 7 września 1895  były to tramwaje parowe. W 1898 sieć tramwajowa liczyła 27 km. 16 lutego 1899 otwarto linię tramwaju konnego. Linia połączyła dworzec kolejowy z dwoma hotelami: Romaneli i Lima, które wybudowały tę linię. Natomiast 2 września 1902 uruchomiono tramwaje elektryczne. Do obsługi linii tramwaju elektrycznego zakupiono 6 tramwajów w Jackson & Sharp Co. w Wilmington. Rozstaw szyn wynosił 1000 mm. W 1908 zakłady  Peckham Manufacturing zbudowały kilka wagonów towarowych. W 1929 właścicielem tramwajów stała się spółka Electric Bond & Share. W 1930 zależna od Electric Bond & Sharespółka Companhia Força e Luz de Minas Gerais wybudowała kilka nowych linii. W 1950 w mieście było 73 km tras tramwajowych po których kursowało 87 silnikowych wagonów pasażerskich i 3 wagony towarowe. 1 stycznia 1959 obsługę komunikacji tramwajowej przejęła spółka Departamento de Bondes e Onibus. Tramwaje w Belo Horizonte zlikwidowano 30 czerwca 1963. Po likwidacji systemu zaproponowano budowę linii tramwaju turystycznego wzdłuż jeziora Pampulha, jednak tej propozycji nigdy nie zrealizowano, a wagony o nr 55 i 69 przeznaczone do obsługi tej linii trafiły do Lavras, gdzie służyły do 1967. 